# アナドル高校
アナドル高校は、トルコ共和国国内において教育を行っている高校の種類のうちの1つである。以前はハズルルックと呼ばれる入学前の準備段階教育があったが、現在は幾つかの高校を除きほぼ実施されていない。また各クラスは全てのアナドル高校で34人以下である。
国民教育相省は学校の申請に関し、幾つかの高校にはハズルルックを行うことを許可した。すなわち、高校により4年間のところもあれば、ハズルルック期間+4年間というシステムで生徒が教育を受けているところもあるということである。
アナドル高校は一般的に、トルコで好んで選ばれる類の高校である。近年は、大学の学部決定試験（LYS）において大変優秀な成績をとるような学生が獲得されている。学生たちは異なる学問系統（文系・理系・教養系など）であっても大学を選択することが可能であることから、優秀な学生が集まるアナドル高校は進学に有利と考えられている。
2014年の学部決定試験結果によると、トルコで最も好成績を収めたアナドル高校はガラタサライ高校であった。その後にイスタンブール高校、カバタシュ男子高校、カドゥキョイアナドル高校、ジャールオウルアナドル高校と続く。
2013年以降、全ての普通高校はアナドル高校に改編された。